# Gornja Koprivna
Pour les articles homonymes, voir Koprivna.
Gornja Koprivna (en cyrillique : Горња Копривна) est un village de Bosnie-Herzégovine. Il est situé dans la municipalité de Cazin, dans le canton d'Una-Sana et dans la fédération de Bosnie-et-Herzégovine. Selon les premiers résultats du recensement bosnien de 2013, il compte 1 783 habitants.

## Démographie

### Évolution historique de la population
| 1948 | 1953 | 1961 | 1971  | 1981  | 1991  | 2013  |
| ---- | ---- | ---- | ----- | ----- | ----- | ----- |
| -    | -    | 862  | 1 163 | 1 367 | 1 540 | 1 783 |

|  |

### Communauté locale
En 1991, la communauté locale de Gornja Koprivna comptait 3 520 habitants, répartis de la manière suivante :